# جائزة بلنسية الكبرى للدراجات النارية 2012
جائزة بلنسية الكبرى للدراجات النارية 2012 هو سباق دراجات نارية أقيم بتاريخ 11 نوفمبر 2012 في حلبة ريكاردو تورمو. كان الجولة الثامنة عشر من أصل 18 في سباق الجائزة الكبرى للدراجات النارية موسم 2012. فاز داني بيدروسا بفئة الموتو جي بي بينما جاء كاتسيوكي ناكاسوجا في المركز الثاني وحصل على المركز الثالث كيسي ستونر. فاز بفئة الموتو 2 الإسباني مارك ماركيث بينما فاز بفئة الموتو 3 البريطاني داني كينت.

## وصلات خارجية
- الموقع الرسمي